# Покровский сельсовет (Стерлитамакский район)
Покровский  сельсове́т — упразднённая в 2008 году административно-территориальная единица и сельское поселение (тип муниципального образования) в составе Стерлитамакского района. Почтовый индекс — 453156. Код ОКАТО — 80249872000. Код ИФНС — 0242. Согласно Закону Республики Башкортостан «О границах, статусе и административных центрах муниципальных образований в Республике Башкортостан» от 16 декабря 2004 года имел статус сельского поселения.
Объединён с сельским поселением Куганакский сельсовет.

## Состав сельсовета
Покровский  сельсовет: Покровский сельсовет: село Покровка - административный центр, деревни Березовка, Усть-Зиган, хутор Хрипуновский (приложение 44 ф);
- с. Покровка
- д. Берёзовка
- д. Усть-Зиган
- х. Хрипуновский

## История
Закон Республики Башкортостан от 19.11.2008 № 49-з «Об изменениях в административно-территориальном устройстве Республики Башкортостан в связи с объединением отдельных сельсоветов и передачей населённых пунктов» гласил:

"Внести следующие изменения в административно-территориальное устройство Республики Башкортостан:
40) по Стерлитамакскому району:

б) объединить Куганакский и Покровский сельсоветы с сохранением наименования "Куганакский" с административным центром в селе Большой Куганак.
Включить село Покровка, деревни Берёзовка, Усть-Зиган, хутор Хрипуновский Покровского сельсовета в состав Куганакского сельсовета.
Утвердить границы Куганакского сельсовета согласно представленной схематической карте.
Исключить из учётных данных Покровский сельсовет;

## Реки
- Меселька.

## Географическое положение
На 2008 год граничил с Гафурийским и Аургазинским районами, муниципальными образованиями Куганакский сельсовет, Подлесненский сельсовет, Талалаевский сельсовет («Закон Республики Башкортостан от 17.12.2004 N 126-з „О границах, статусе и административных центрах муниципальных образований в Республике Башкортостан“»).